# Baresa
Baresa è una città dell'Eritrea, posta fra Massaua e Asmara.